# Orthogonioptilum luminosa
Orthogonioptilum luminosa är en fjärilsart som beskrevs av Eugène Louis Bouvier 1930. Orthogonioptilum luminosa ingår i släktet Orthogonioptilum och familjen påfågelsspinnare. Inga underarter finns listade i Catalogue of Life.